# KJ-2000
KJ-2000 (Kongzhong Jinglei - «воздушная тревога», обозначение в NATO: «Mainring»)  — китайский самолёт ДРЛОиУ (на базе Ил-76ТД).

## Разработка

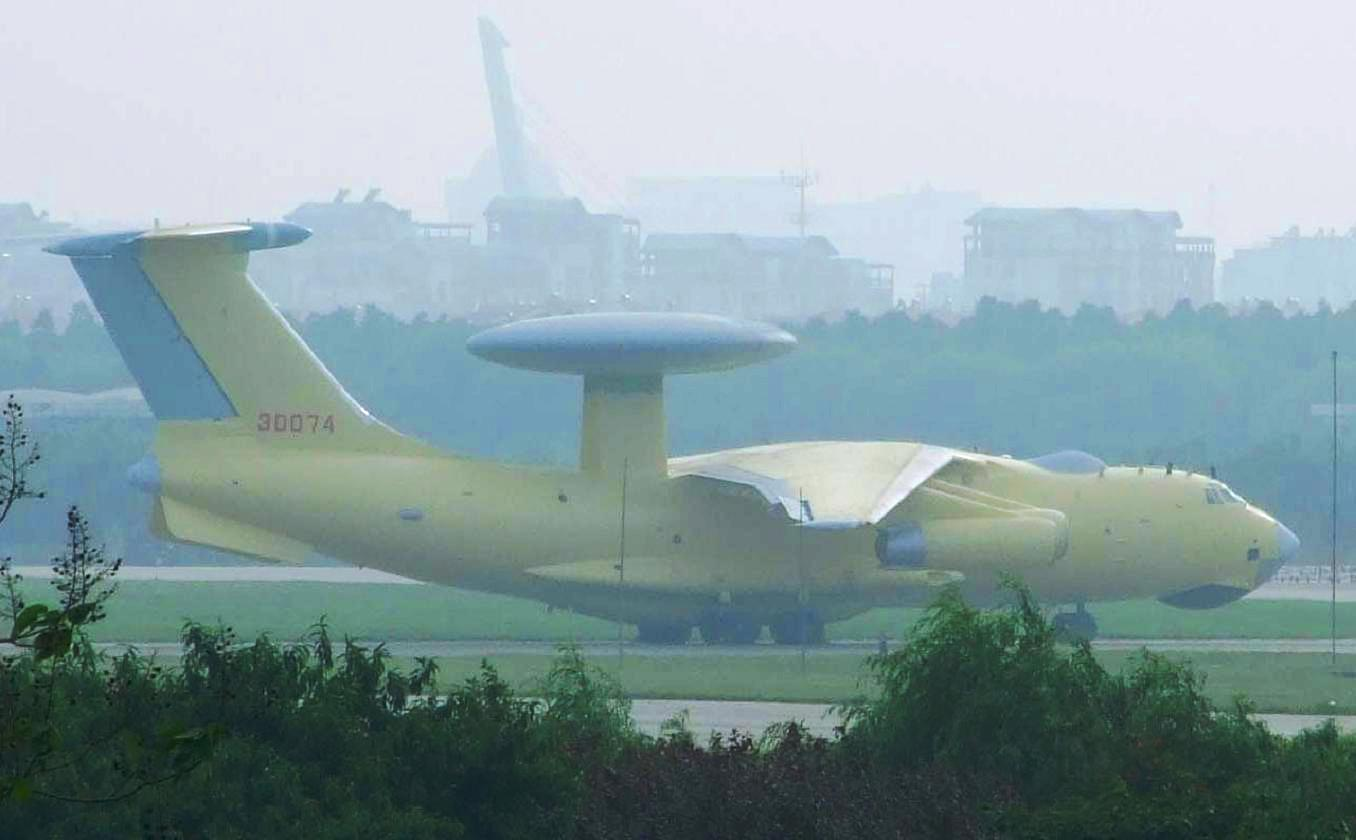
KJ-2000 в 2008 году

Разработка самолёта была начата после того, как в июле 2000 года, под сильным давлением США, Израиль отказался поставлять КНР радиолокатор, который планировали установить на российский самолёт ДРЛО А-50.
Поэтому КНР пришлось разрабатывать собственный локатор. 
Первый полёт самолёт совершил в 2003 году.
Разработкой KJ-2000 руководили ван Хияомо и Као Чен; а разработкой обтекателя для антенны локатора - Бай Шученг, а разработкой локатора - Ву Манкинг. Разработка заняла 6 лет, с 1995 года до 2001 года. Кроме того, Ву Манкинг руководил разработкой микропроцессора Spirit Chip # 1 (Hun-Xin Yi-Hao 魂芯一号), который был (в момент разработки) более чем в 6 раз мощнее, чем его западные аналоги. Разработка этого процессора сделала возможным создание китайских ДРЛО и других аналогичных систем.
Позднее[когда?]

 было выявлено[кем?] 4 экземпляра нового самолёта; но создание других машин было, вероятно, отложено из-за проблем с поставками самолётов-носителей (Ил-76ТД). При этом поставщик, (Рособоронэкспорт), вопреки ранее достигнутым договорённостям, — значительно увеличил стоимость всех Ил-76, поставляемых в Китай и Индию. В результате, обе страны с начала 2008 года вели переговоры с РФ по этой теме. Во время переговоров, в марте 2011 года было заключено новое соглашение о производстве Ил-76 в КНР; поставки двигателя Д-30КП-2 продолжались без описанных выше перебоев.
Из-за перебоев при получении самолётов-носителей (Ил-76), в КНР разработали[когда?]

 упрощённый, чисто национальный, вариант самолёта ДРЛО KJ-200, установив радиолокатор на самолёт Shaanxi Y-8 (разработан на основе Ан-12). Этот самолёт имеет схожую конструкцию с KJ-2000, но отличается конструкцией вертикального хвостового оперения (три киля).

## Конструкция
Для обеспечения оборудования электроэнергией на самолёте размещены генераторы увеличенной мощности. 
Стойки колёсного шасси усилены, т.к. предусмотрена посадка на грунт; а колёса передней опоры переделапны так, что могут разворачиваться на угол 50° для маневрирования по взлётно-посадочной полосе. 
Для повышения продольной устойчивости в полёте на корпусе в хвостовой части снизу установлено два подфюзеляжных киля. 
Жёсткость стойки обтекателя антенны локатора усилена горизонтальными раскосами.
Над кабиной экипажа установлена штанга для дозаправки в воздухе. 
Для самообороны на самолёте установлено оборудование, предупреждающее о пуске ракет; и средства выброса пассивных дипольных отражателей и инфракрасных ложных целей. 
Локатор
Самолёт оснащён радиолокатором с  активной фазированной антенной решёткой (АФАР) собственной разработки; при разработке локатора был использован опыт, накопленный при создании ФАР для своих эсминцев, и те локаторы стали предшественниками созданного для ДРЛО. 
Локатор предназначен для обнаружения и отслеживания как воздушных, так и наводных целей; он работает в диапазоне частот 1,2-1,4 ГГц, используя много сложных зондирующих сигналов. 
Радиолокатор имеет круговой обзор; АФАР укрыта в круглом обтекателе диаметром 14 м и, в отличие от американского AWACS, антенна не вращается — вместо этого в обтекателе установлены три антенны в виде треугольника, что обеспечивает обзор 360°, по 120° на одну антенну. Многофункциональный трёхкоординатный импульсно-доплеровский радиолокатор был разработан Нанкинским электронным технологическим исследовательским институтом (NII, Nanjing Electronic Technology Research Institute). 
Максимальная дальность обнаружения воздушных целей — 470 км. РЛС позволяет одновременно сопровождать 60—100, по другим данным сотни, воздушных целей (включая низколетящие; и крылатые ракеты), и наводить самолёты тактической авиации на 10 из них (автоматически, или в речевом режиме).
Экипаж ДРЛО 5 человек (лётчики) и 10 операторов.
Авионика

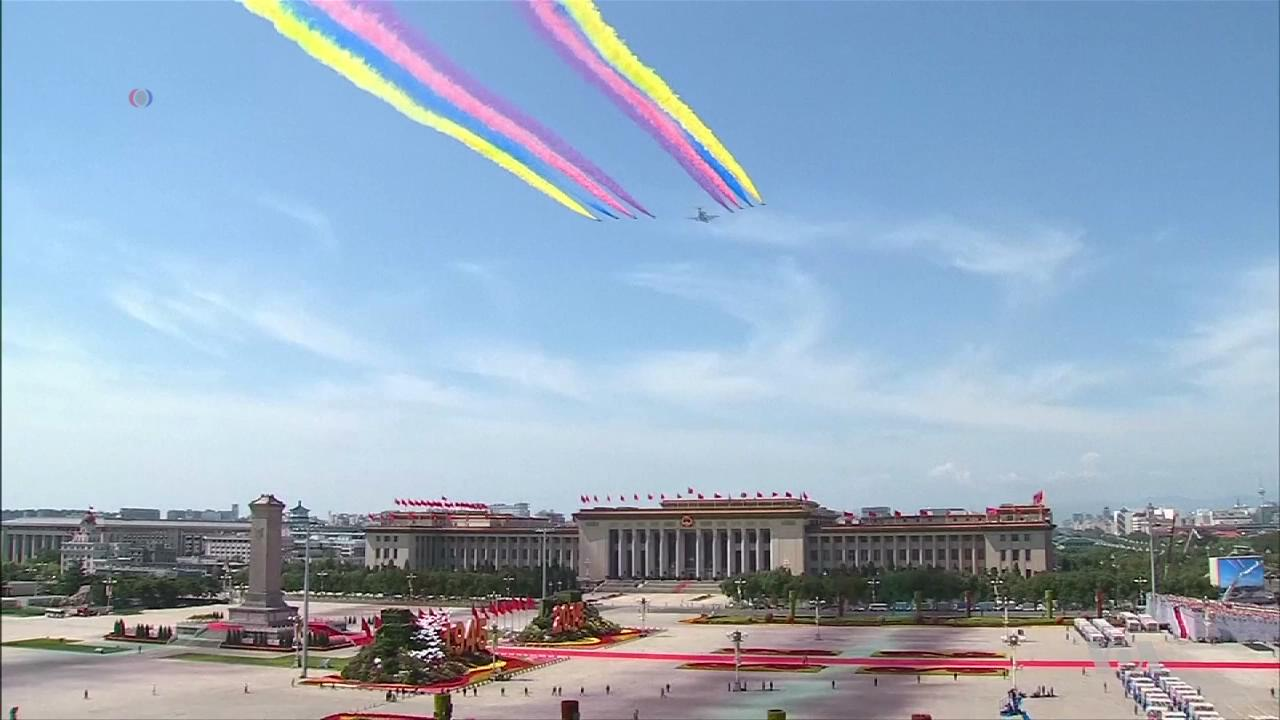
На параде в 2015 году (в центре)

Бортовое радиоэлектронное оборудование включает (кроме РЛС) центральный компьютер, автоматизированные рабочие места, комплекс индивидуальной защиты, средства связи и передачи данных, систему опознавания «свой-чужой». Над передней частью фюзеляжа в обтекателе размещена антенны спутниковой связи и навигации; предусматривается установка на самолёт аппаратуры радиотехнической разведки.
Система связи и передачи данных включает в себя радиостанции УКВ-диапазона (дальность до 350 км); КВ-диапазона (дальность до 2 тыс км) и ССС KU-диапазонов.

## Новый вариант - KJ-3000
В 2013 году был разработан новый вариант, с радиолокатором нового поколения.

## Применение
Первое применение радиолокатора было выполнено на маленьком аэродроме в южной части Китая (для секретности) в конце 2004 года. Командовал самолётом Чжан Гуанцзянь, пилот с налётом более чем 6000 часов (включая Ил-76ТД). Аэродром переоборудовали для обеспечения эксплуатации новых самолётов, первый из которых стал там базироваться с 2005 года. В результате, с этого аэродрома осуществлялось применение смешанной группы самолётов ДРЛО – упрощённого KJ-200 и KJ-2000.  В 2006 году самолёты принимали участие в широкомасштабных учениях на северо-востоке КНР, что позволило испытать их в обстановке, приближённой к боевой. Наконец, в 2013 году было проведено 24-часовое учение с использованием трёх самолётов KJ-2000 в северо-западном Китае, Восточно-Китайском море и Южно-Китайском море
Оба самолёта (KJ-200 и KJ-2000 - прим.) будут являться важной составляющей ... НОАК в предстоящих военных действиях.

## Стоит на вооружении
- Китай: ВВС Китая. В 2023 году эксплуатировались по назначению 4 машины. Пятый самолёт (прототип), лишённый «гриба», превращён в испытательный стенд для авиационных двигателей[5].

## Технические характеристики
Источники:
- Максимальная скорость, км/ч: 850 (785)
- Максимальная дальность полёта, км: 5500
- Максимальная длительность полёта, часов: 12
- Взлётная масса, тонн: 195
- Размах крыльев, м: 50,5
- Длина, м: 46,6
- Высота, м: 14,76
- Практический потолок, м: 10 500
- Практическая дальность полёта, км: 5000
- Дальность обнаружения воздушных целей, км: 470
- Дальность обнаружения баллистических ракет, км: 1200
- Максимальное число целей, который могут сопровождаться одновременно: 100 (по другим данным сотни[5])

Самолёт может вести разведку в составе оперативной группы с высот 5-10 км при скорости полёта 600-700 км/ч в течение 7-8 часов (без дозаправки).